# David Jones (poeta)
Walter David Michael Jones (Brockley, 1º novembre 1895 – Harrow, 28 ottobre 1974) è stato un poeta e pittore britannico.

## Biografia
David Jones nacque a Brockley, nel Kent, nel 1895, figlio di Alice e James Jones. Dall'età di quattordici anni studiò al Camberwell College of Arts pittura e letteratura. Dopo lo scoppio della prima guerra mondiale, Jones si arruolò e combatté al fronte occidentale tra il 1915 e il 1918. Dopodiché frequentò assieme a Walter Bayes la Westminster School of Art nel 1919, dove fu influenzato da Bernard Meninsky e Walter Sickert.
Nel 1919 tornò a studiare al Camberwell College, mentre nel 1921 si convertì al Cattolicesimo. Dopo la guerra si interessò al post-impressionismo, che ebbe una profonda influenza sulla sua opera. Attivo come incisore, Jones realizzò le illustrazioni di diverse edizioni del libro di Giona, la favole di Esopo, I viaggi di Gulliver e l'edizione gallese del libro dell'ecclesiaste. Le sue incisioni per un'edizione illustrata de La ballata del vecchio marinaio ottenne grandi apprezzamenti.
Apprezzato poeta, nel 1937 pubblicò In Parenthesis, un poema in stile epico sulle sue esperienze in trincea; l'opera gli valse il Hawthornden Prize. Nel 1952 pubblicò The Anathemata, considerato da W. H. Auden il miglior poema lungo scritto in lingua inglese nel XX secolo. Insieme agli altri "war poets" britannici, Jones viene commemorato da una lapide nel poets' corner dell'Abbazia di Westminster.